# 500엔 지폐

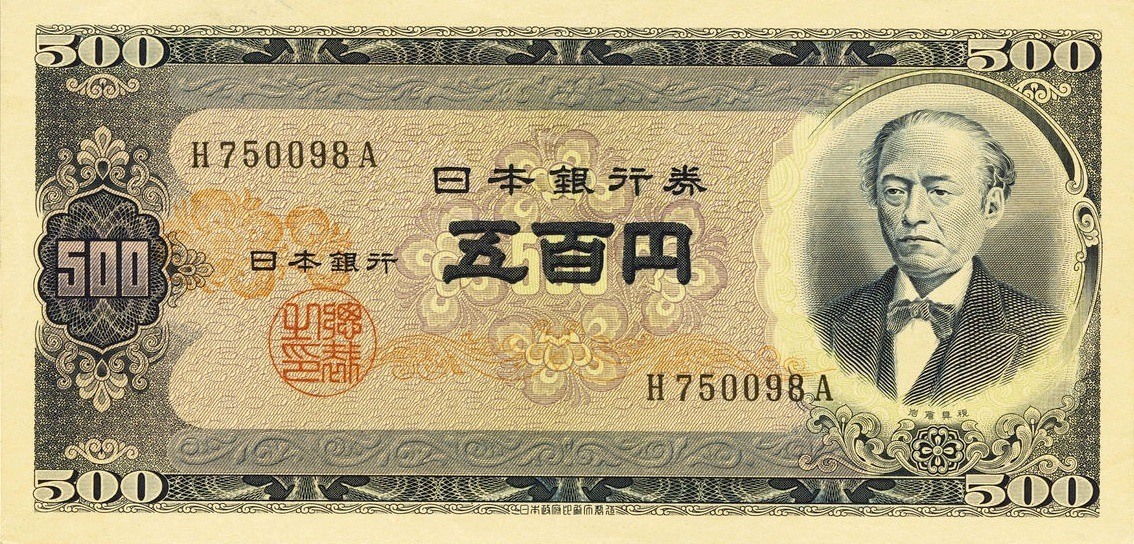
500엔 지폐 B호권 전면부

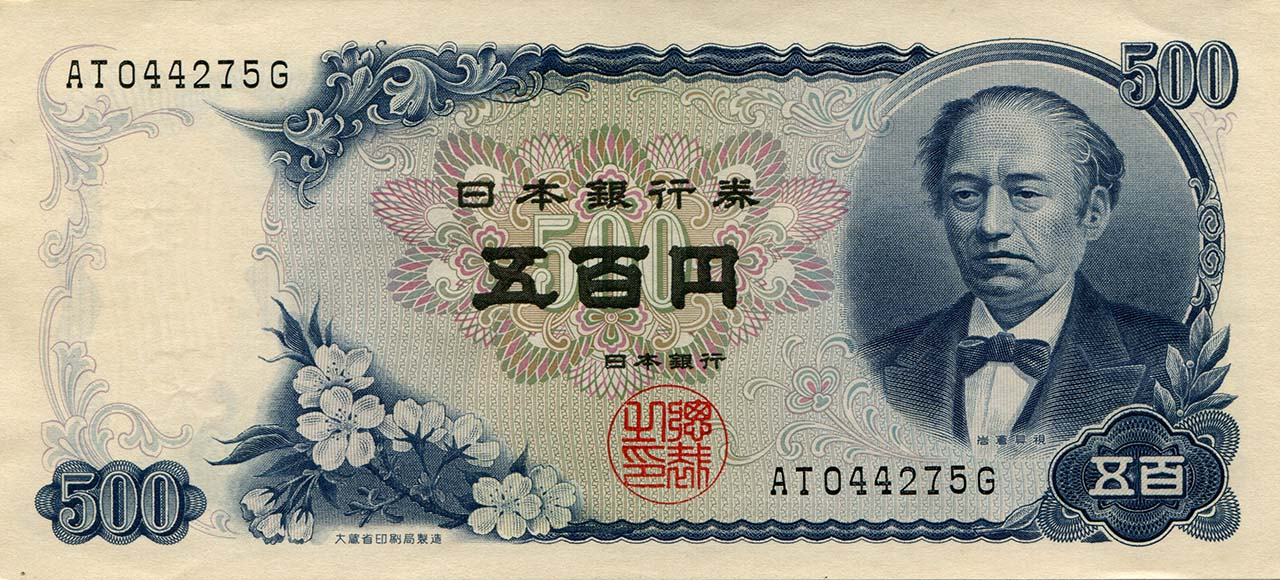
500엔 지폐 C호권 전면부

500엔 지폐(五百円紙幣 고햐쿠엔시헤이[*])는 일본 은행권의 하나로, B권과 C권의 2가지 종류로 구성되어 있으며, 초상은 어느 쪽이나 이와쿠라 도모미의 것으로 이루어져 있다. 그러나 현재는 발행되어 있지 않지만 유효하다. 1994년(헤이세이 6년)에 지급이 정지됨에 따라, 이후에는 1982년(쇼와 57년)에 선보였던 500엔 동전이 그 자리를 대신하고 있다. 다만 500엔 짜리 지폐의 일본 내 잠재적인 시장 잔존수는 2007년을 기준으로 약 2억 2천만매의 지폐를 가지고 있지만, 현행 지폐인 2000엔 지폐의 누적 유통 횟수인 약 1.5억매보다 더 많다. 그리고 총합 금액을 따지면 1,100억엔이다.

## 비침

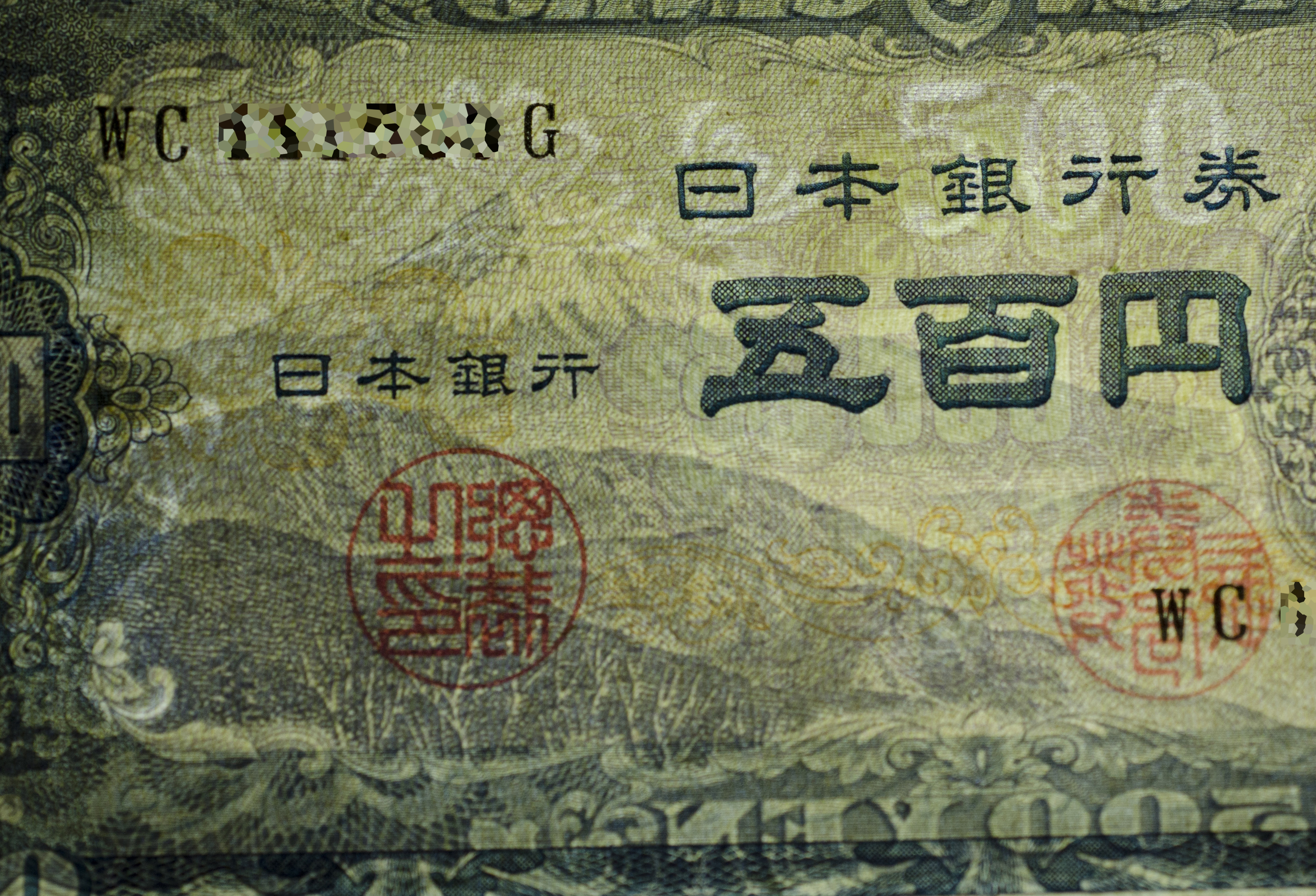
B호권: 들국화와 "500"
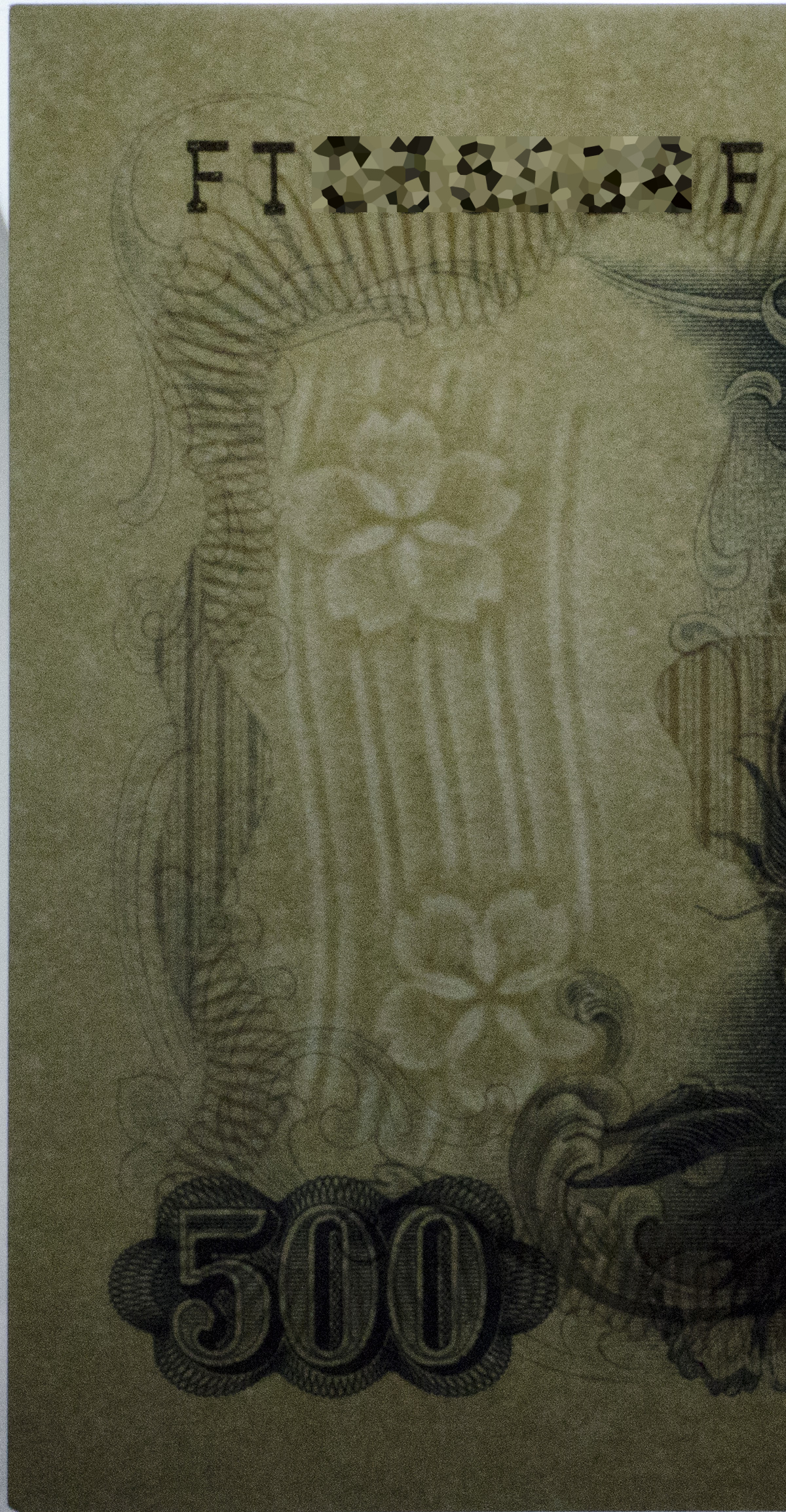
C호권: 벚꽃 및 파선

## 발행되지 않는 지폐
- A호 500엔권 (미륵) : 인플레이션이 조장될 가능성이 높고, GHQ의 초상에 대한 지령

## 같이 보기
- 500엔 동전